# 후지와라 하즈키
후지와라 하즈키(藤原はづき, 한국판 이름은 장메이(張메이)는 꼬마마법사 레미 시리즈에 나오는 등장인물. 꼬마마법사 레미 제4회부터 사랑이와 같이 초보마법사가 된다. 성우는 일본에서는 아키야 토모코, 대한민국에선 박소라 성우가 MBC, 투니버스에서 열연하였다.

## 프로필
1990년 2월 14일생이며, 물병자리이다. 혈액형은 A형. 주황색 테마로 나오며, 우등생이며 바이올린을 잘 켠다. 레미와 같은 반이었으나 5학년때부터 반이 갈라져 사랑이, 보라와 같은 반이 되었다. 레미와는 유치원 때부터의 소꿉친구로 레미와 같은 초보 마법사이다. 유명한 감독을 아빠로 두고 있는 부잣집 외동딸로 성적은 언제나 반에서 일등이지만, 자기 의사를 잘 표현하지 못한다. 마음이 너무 여려 엄마에게도 속마음을 말하지 못하는 것이 고민이다. 하지만 상상외의 엽기적인 모습을 많이 보이기도 하는 그러한 인물이다. 마법당 멤버 중에서 유일하게 안경을 낀 인물이다.
메이의 주문은 "빠이빠이 뽄뽀이 뿌아뿌아뿌"이다.
라이트노벨에서는 명문 사립 여고를 다니고 있으며 음악 대학에 진학할 것으로 보인다.

## 같이 보기
- 꼬마마법사 레미
- 꼬마마법사 레미 샵
- 꼬마마법사 레미 포르테
- 꼬마마법사 레미 비바체
- 꼬마마법사 레미 비밀편
- 꼬마마법사 레미의 등장인물
- 도레미
- 유사랑
- 진보라
- 나모모
- 하나
- 도또미
- 마조리카